# Linkning i Gravled
|  | Denne artikel er oprettet af botten Steenthbot ud fra en ekstern database. Den kan derfor have sproglige fejl eller mangler. Denne skabelon kan fjernes efter kontrol af indholdet. |

Linkning i Gravled er en dansk dokumentarisk optagelse fra 1930.

## Handling
Gravled i Himmerland 4/6 1930.